# Iglesia de Santa María (Mojados)
La iglesia de Santa María es un templo católico ubicado en la localidad de Mojados, Provincia de Valladolid, Castilla y León, España.

## Descripción
Es una iglesia de estilo mudéjar del siglo XIV con reformas posteriores que finalizaron a mediados del siglo XVI.
El edificio posee tres naves, estructura elegida para edificios de gran entidad, entre fuertes pilares cilíndricos sobre los que se cargan grandes arcos de medio punto, salvo el triunfal que es apuntado. Su torre cuadrangular alberga 4 campanas una de 1764, otra de 1799, la tercera más grande de 1833 y la última de 1985. En el decorado interior destaca un crucifijo de gran calidad atribuido a Juan de Juni y en el lado del Evangelio un San José del siglo XVII que sigue la tipología iconográfica de Gregorio Fernández.

## Galería

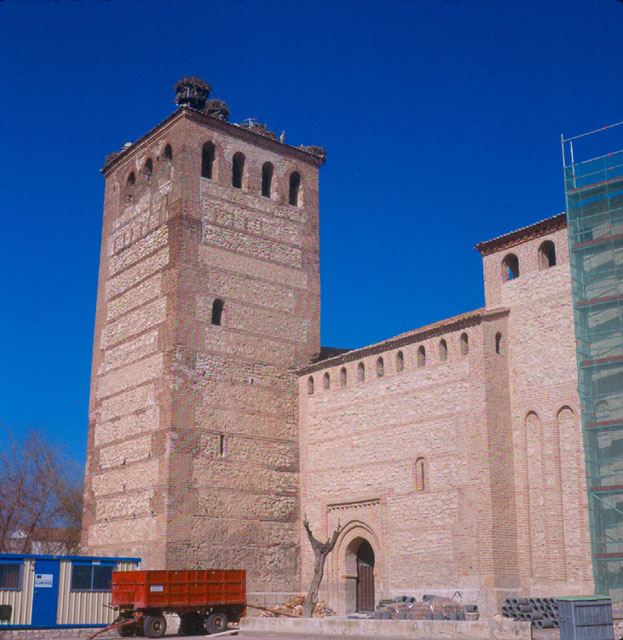
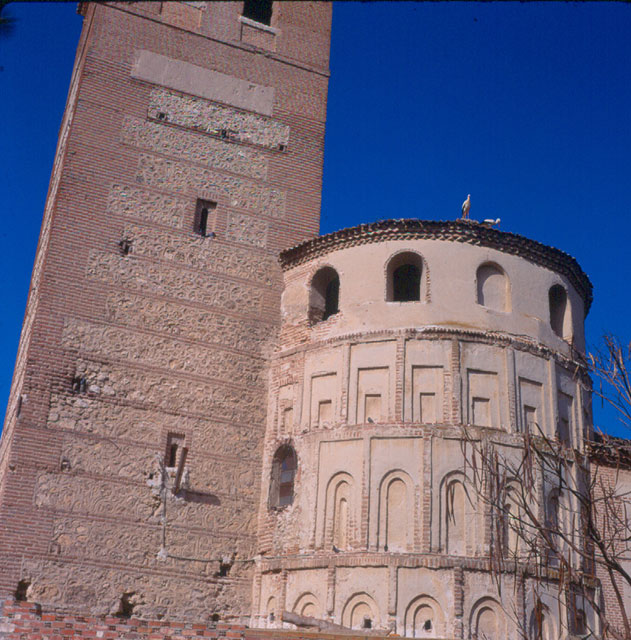